# Badminton vid olympiska sommarspelen 2008
Badminton vid olympiska sommarspelen 2008 i Peking varade från den 9 till den 17 augusti, och hölls i Beijing University of Technology Gymnasium.
Under tävlingarna fanns det singel och dubbel för både herrar och damer samt en mixdubbel, där damer och herrar tävlar tillsammans. Av de 15 medaljer som delades ut vid badmintontävlingarna tog Kina åtta stycken, varav 3 guld, 2 silver och 3 brons. I övrigt tog Indonesien en medalj av varje valör precis som Sydkorea. Malaysia fick ett silver.

## Kvalifikation
Kvalspelen till OS hölls mellan maj 2007 och april 2008. Under den perioden sanktionerades alla internationella tävlingar av Badminton World Federation som tilldelade platser till de olympiska spelen. Flest fick Kina med 13 platser totalt i singel-, dubbel- och mixspelen och hade med totalt 19 spelare.

## Program
| Augusti          | 9            | 10           | 11           | 12          | 13          | 14          | 15                 | 16                 | 17                 |
| ---------------- | ------------ | ------------ | ------------ | ----------- | ----------- | ----------- | ------------------ | ------------------ | ------------------ |
| Herrarnas singel | 32-delsfinal | 32-delsfinal | 16-delsfinal | 8-delsfinal |             | Kvartsfinal | Semifinal          | Bronsmatch         | Final              |
| Damernas singel  | 32-delsfinal | 16-delsfinal | 8-delsfinal  |             | Kvartsfinal |             | Semifinal          | Bronsmatch / Final |                    |
| Herrarnas dubbel |              |              |              | 8-delsfinal | Kvartsfinal |             | Semifinal          | Bronsmatch / Final |                    |
| Damernas dubbel  |              | 8-delsfinal  | Kvartsfinal  |             | Semifinal   |             | Bronsmatch / Final |                    |                    |
| Mixed            |              |              |              | 8-delsfinal |             | Kvartsfinal |                    | Semifinal          | Bronsmatch / Final |

## Medaljer
Alla medaljtagare kom från Asien där Kina var bästa enskilda nation med totalt åtta medaljer, varav tre guld. Indonesien och Sydkorea kom på delad andra plats med tre medaljer och Malaysia på fjärde plats i medaljligan med totalt en medalj.

### Fördelning efter land
| Medaljfördelning |            |      |        |       |        |
| Placering        | Nation     | Guld | Silver | Brons | Totalt |
| 1                | Kina       | 3    | 2      | 3     | 8      |
| 2                | Indonesien | 1    | 1      | 1     | 3      |
| 2                | Sydkorea   | 1    | 1      | 1     | 3      |
| 4                | Malaysia   | 0    | 0      | 1     | 1      |

### Fördelning efter gren
| Klass                      | Guld                                   | Silver                                  | Brons                             |
| Singel, herrar Detaljer... | Lin Dan (CHN)                          | Lee Chong Wei (MAS)                     | Chen Jin (CHN)                    |
| singel, damer Detaljer...  | Zhang Ning (CHN)                       | Xie Xingfang (CHN)                      | Maria Kristin Yulianti (INA)      |
| Dubbel, herrar Detaljer... | Indonesien Markis Kido Hendra Setiawan | Kina Cai Yun Fu Haifeng                 | Sydkorea Lee Jae-jin Hwang Ji-man |
| Dubbel, damer Detaljer...  | Kina Du Jing Yu Yang                   | Sydkorea Lee Kyung-won Lee Hyo-jung     | Kina Zhang Yawen Wei Yili         |
| Mixed Detaljer...          | Sydkorea Lee Yong-dae Lee Hyo-jung     | Indonesien Nova Widianto Lilyana Natsir | Kina He Hanbin Yu Yang            |